# Rolando Rocchi
Pour les articles homonymes, voir Rocchi (homonymie).
Rolando Rocchi, né le 20 avril 1936, à Rome, en Italie et mort le 19 septembre 1983, est un ancien joueur et entraîneur italien de basket-ball. 